# Lucien-Léopold Lobin
Lucien-Léopold Lobin (* 24. März 1837; † 8. September 1892) war ein französischer Maler und Glasmaler.

## Leben

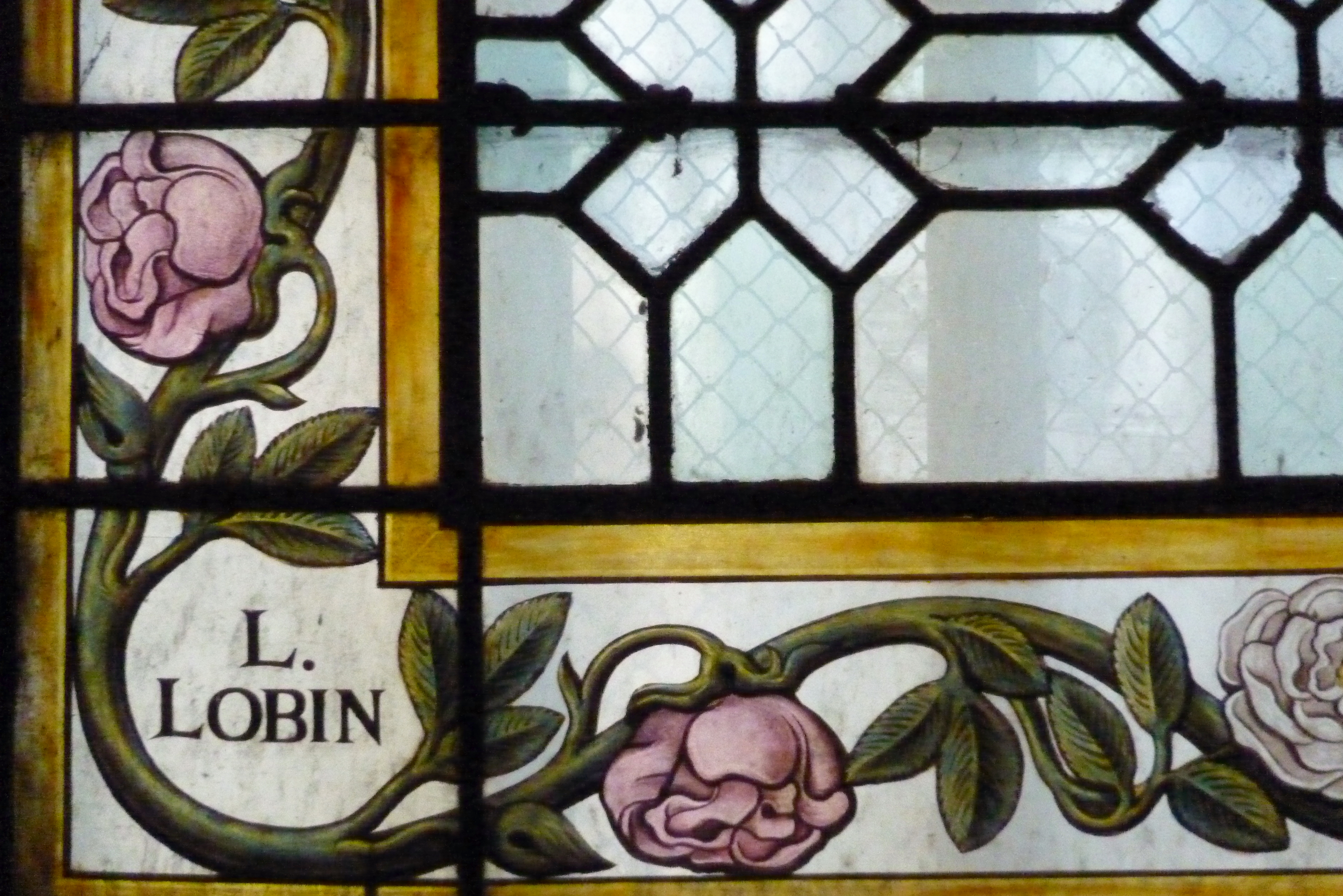
Bleiglasfenster mit der Signatur L. LOBIN für Lucien Lobin in der Kirche Ste-Élisabeth in Paris

Lucien-Léopold Lobin war der älteste Sohn des Glasmalers Julien-Léopold Lobin (1814–1864) in Tours. Lucien-Léopold wurde 1863 Teilhaber des florierenden Unternehmens seines Vaters und übernahm nach dessen Tod im Jahr 1864 die Geschäftsführung.
Lucien-Léopold Lobin leitete in den folgenden 28 Jahren bis zu seinem Tod das Glasmalereiatelier. Seine Frau Louise-Anne Florence organisierte einen Salon in der Rue des Ursulines in Tours, wo den Honoratioren und kunstinteressierten Bürgern die neuesten Werke aus dem Atelier vorgestellt wurden.
Nachdem die ehemaligen Beschäftigten des Hauses Lobin, Julien Fournier (* 1835) und Armand Clément (1840–1894), sich in Tours selbständig gemacht hatten, bekam Lucien-Léopold Lobin eine ernsthafte Konkurrenz. In den Jahren vor seinem Tod sank der Umsatz des Unternehmens, obwohl er noch 70 Mitarbeiter beschäftigte und einen immer umfangreicheren Katalog von Glasmalereiarbeiten anbot.
Nach dem Tod von Lucien-Léopold Lobin übernahm sein Schwager Joseph-Prosper Florence die Leitung des Unternehmens, obwohl die Söhne Lucien und Etienne von Lucien-Léopold Lobin auch im Atelier arbeiteten. Die Firma wurde in Lobin et Florence umbenannt und noch bis 1905 weitergeführt.